# Suragina dimidiatipennis
Suragina dimidiatipennis är en tvåvingeart som först beskrevs av Enrico Adelelmo Brunetti 1929.  Suragina dimidiatipennis ingår i släktet Suragina och familjen bäckflugor.
Artens utbredningsområde är Nigeria. Inga underarter finns listade i Catalogue of Life.